# Fantasía (banda)
Dúo Fantasía o también llamados simplemente Fantasía; fue un dúo de música folk y pop rock argentina que surgió a mediados de los años setenta. Formaban parte de la banda de León Gieco.

## Trayectoria
Apadrinados por Gieco, debutaron en un festival gratuito en el predio de La Rural en el año 1978 y participaron de numerosos shows: Parquerama, La Falda, B.A. Rock y del polémico Festival de la Solidaridad Latinoamericana, en donde tuvieron la difícil tarea de abrir el show, ya que estaba controlada por la dictadura militar en ese entonces. Pudieron grabar su primer disco recién en el año 1981 y el segundo dos años después. Su canción insignia es «Corrientes esquina tango». 
Este último trabajo tenía una inclinación más a la música pop, al punto de haber armado un conjunto eléctrico de apoyo para sus presentaciones, que nunca llegaron a concretarse por la previa disolución del dúo, en parte a problemas con la discográfica.
Luis Viola se encuentra retirado de la música y Maccioco ha editado hasta el momento un solo álbum de estudio en el año 2002, y mantiene un bajo perfil.  

## Discografía
- Cuando mañana (1981)
- El futuro es nuestro (1983)